# Коппарберг
Коппарберг (швед. Kopparberg) — містечко (tätort, міське поселення) на Півдні Швеції в лені  Еребру. Адміністративний центр комуни  Юснарсберг.

## Географія
Містечко знаходиться у північній частині лена  Еребру за 170 км на захід від Стокгольма.

## Історія
Містечко було засноване ще в 1635 році під назвою Ниа-Коппарберг. Воно було назване на честь мідних копалень. Вони в XVIII столітті були основними постачальниками світової міді та значною мірою сприяли росту шведської національної економіки.
Коппарберг лежить на основній північно-південній дорозі, за 80 км на північ від шостого густонаселеного міста Швеції — Еребру.

## Герб міста
Від XVII століття гірниче поселення Ниа-Коппарберг використовувало герб, який був зафіксований на печатці 1640 року. 
Подібний герб з бордюром використовувався для торговельного містечка (чепінга) Коппарберг і отримав королівське затвердження 1951 року. Герб без бордюру використовувала ландскомуна Юснарсберг. 
Сюжет герба: у срібному полі синій хвилястий стовп, обабіч якого вгорі по червоному алхімічному знаку міді, а внизу — по такому ж вогняному язику полум’я; навколо іде червоний бордюр.
Після адміністративно-територіальної реформи, проведеної в Швеції на початку 1970-х років, муніципальні герби стали використовуватися лишень комунами. Цей герб (без бордюру) був 1971 року перебраний для нової комуни Юснарсберг.

## Населення
Населення становить 3 012 мешканців (2018).

## Спорт
У поселенні базується футбольний клуб Коппарбергс БК.

## Галерея

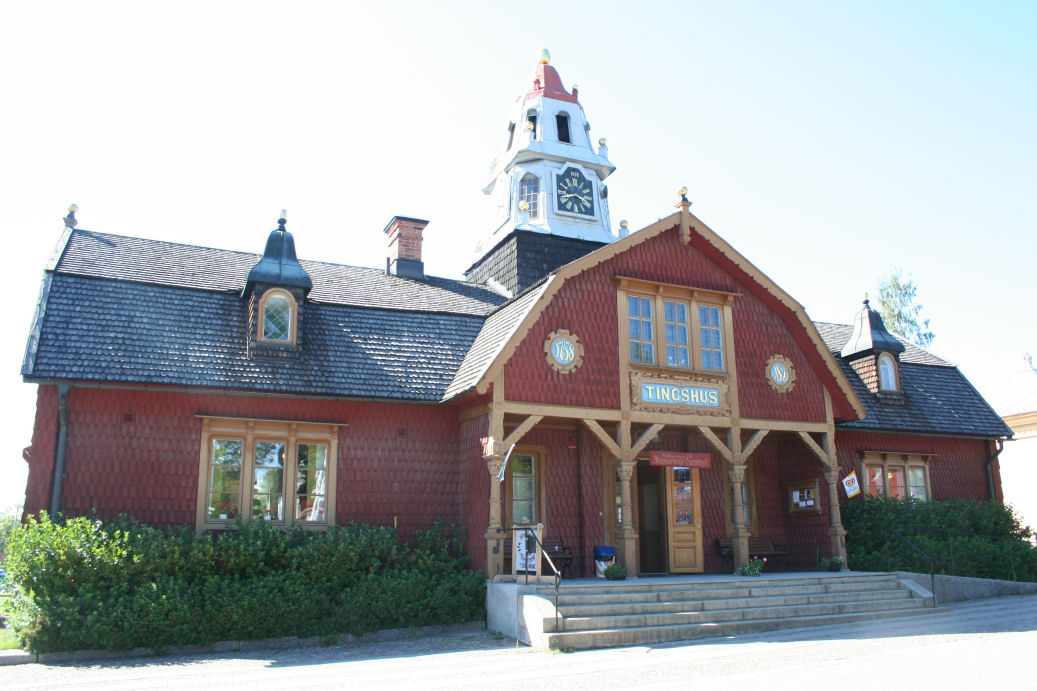
Будинок суду
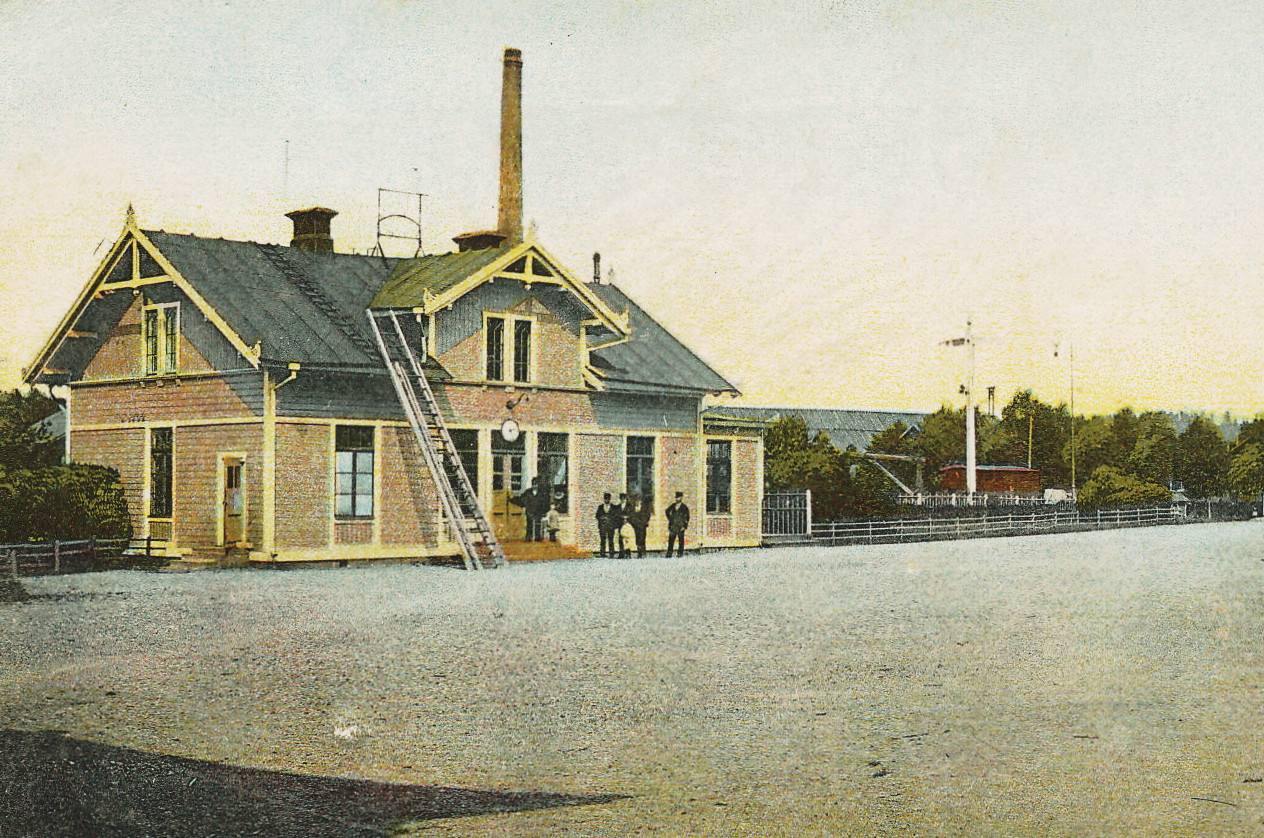
Залізнична станція
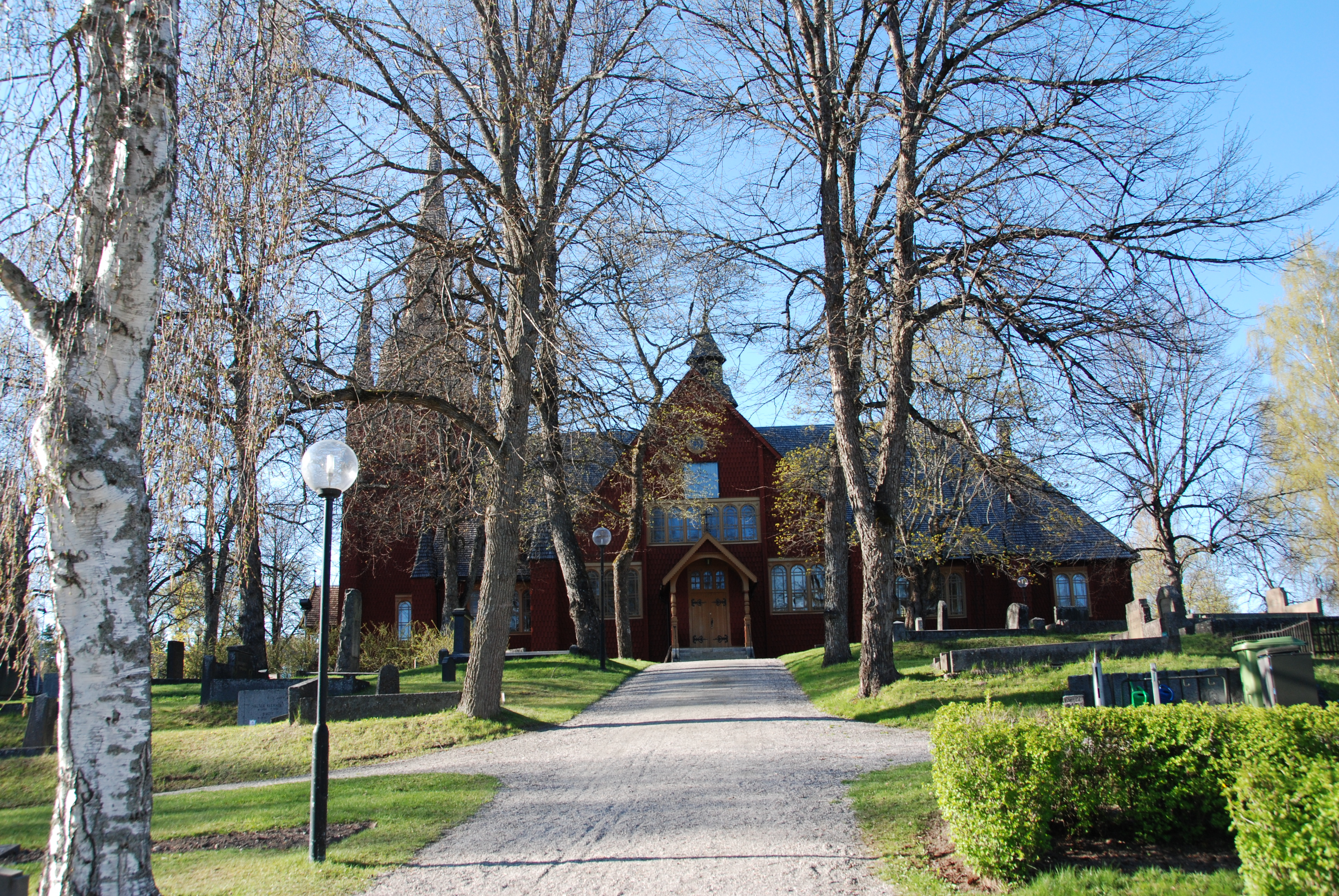
Церква
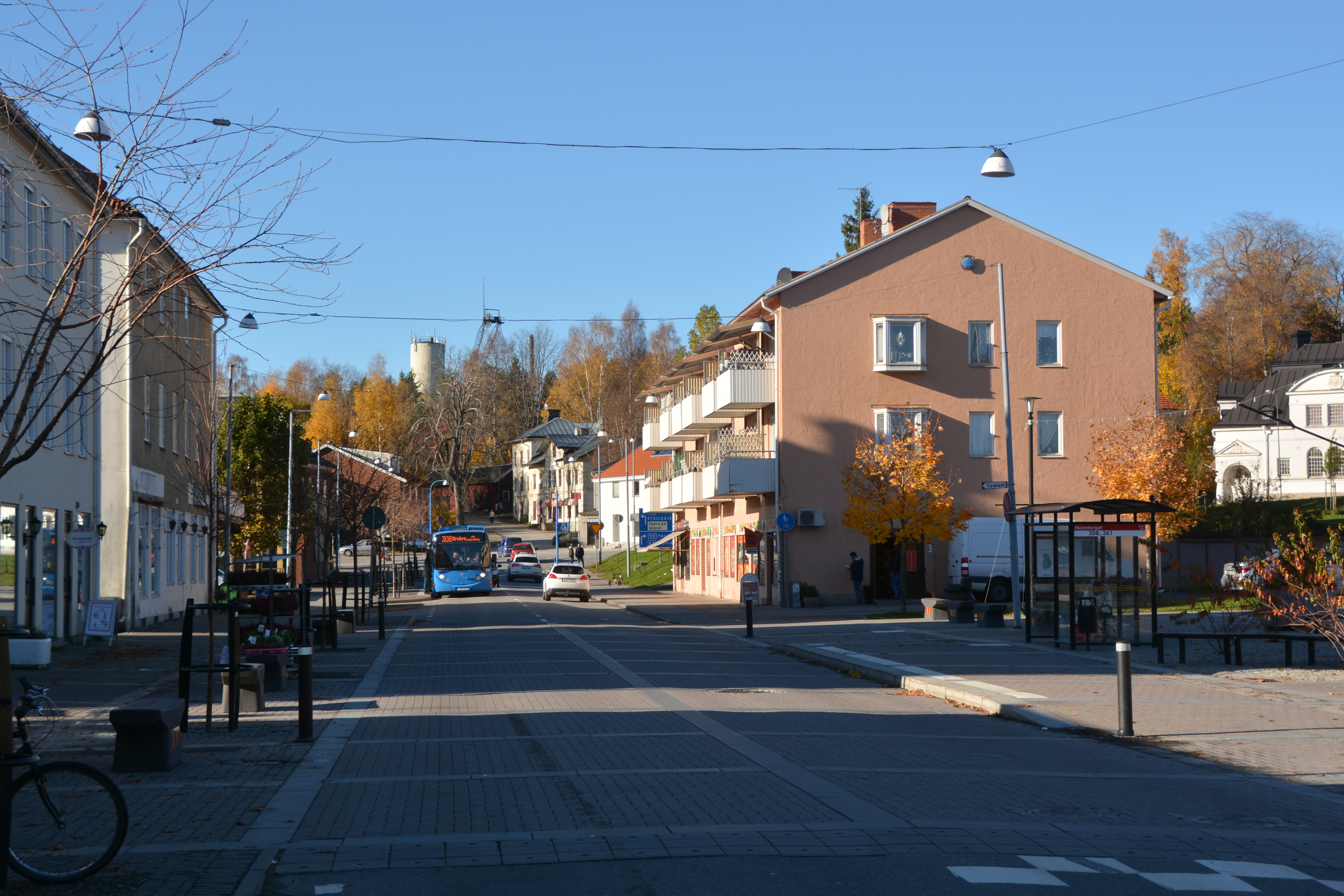
У центрі містечка

## Покликання
- Сайт комуни [Архівовано 14 листопада 2020 у Wayback Machine.]